# Jean-Claude Désir
Jean-Claude Désir (8 de agosto de 1946) é um ex-futebolista profissional haitiano que atuava como defensor.

## Carreira
Jean-Claude Désir fez parte do elenco histórico da Seleção Haitiana de Futebol, na Copa do Mundo de 1974, ele teve três presenças.

## Ligações Externas
- Perfil em Fifa.com (em inglês)